# Palazzo di Ceccolo Pichi

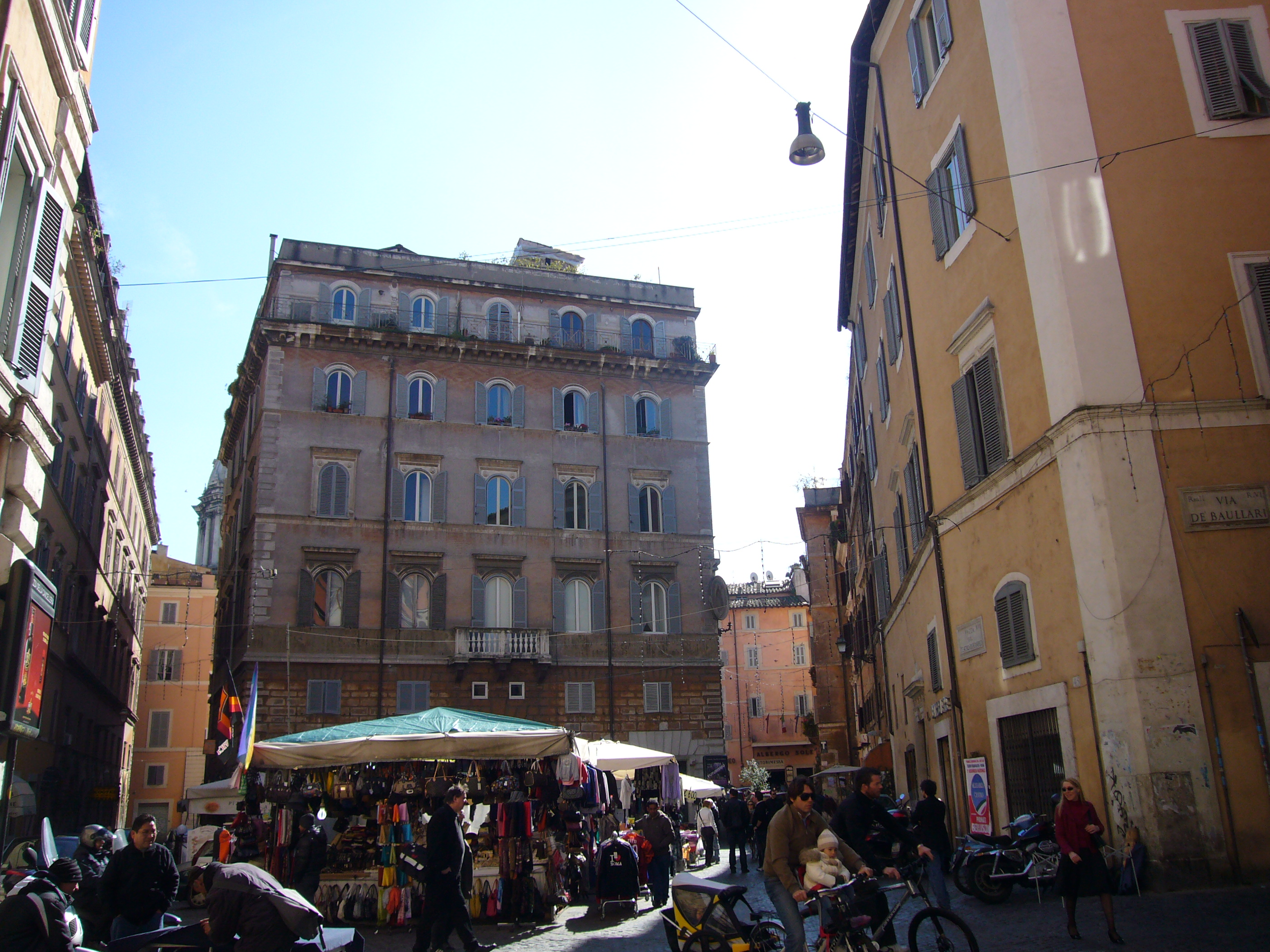
Nesta vista da Piazza del Teatro di Pompeo, o Palazzo di Ceccolo Pichi é o da direita, na esquina com a Via de' Baullari.

Palazzetto di Ceccolo Pichi é um palacete renascentista localizado na esquina da Piazza del Teatro di Pompeo com a Via de' Baullari, no rione Parione em Roma.

## História e descrição
A praça onde está o palacete era conhecida como Piazza Pollarola (ou Pollaroli, no com o qual aparece no mapa de Nolli, de 1748) por causa do mercado de aves (em italiano:  pollame) que ali existia no final do século XV: foi graças a estas atividades mercantis que Ceccolo Pichi ficou rico e mandou construir, por volta de 1460, um palacete para viver cujo portal de ingresso fica no número 43 da praça. Este belíssimo portal ainda existe e é caracterizado pela decoração com festões sustentados por pequenas cabeças e com o brasão dos Pichi, ainda bem visível nas janelas do primeiro piso e constituído por uma coluna, uma rosa e dois pica-paus (em italiano:  pichi) com a cabeça virada para cima com a inscrição "CECHOLUS DE PICHIS". Outros portais do século XV e brasões da família estão no átrio.
O edifício, de linhas decorativas típicas da Toscana, foi sucessivamente ampliado pela construção de novos pisos no século XIX. O matrimônio de Ceccolo com Anastasia Tartari (ou dei Tartari), cuja família possuía várias propriedades nas imediações, enriqueceu ainda mais a família Pichi, tanto que, no final do século XV, o filho dos dois, Girolamo Pichi, casado com a riquíssima Geronima Alberini, mandou construir um grande edifício que hoje fica de frente para o Corso Vittorio Emanuele II, conhecido como Palazzo Pichi Manfroni Lovatti (ou Palazzo di Girolamo Pichi), bem perto do Palazzo della Cancelleria.